# Людина, яка могла творити чудеса (фільм)
«Людина, яка могла творити чудеса» (англ. The Man Who Could Work Miracles) — британський кінофільм режисера Лотара Мендеса за сценарієм англійського письменника Герберта Веллса. Знятий у 1936 році.

## Сюжет
Лорд Драгон прийшов в англійський паб. В цей час Джордж МакВрітер Фотерінгей енергійно стверджує неможливість чудес, у суперечці з одним відвідувачем. Однак після ненавмисної команди полум'я в олійній лампі починає виходити з іншого боку. Відвідувачі це сприймають як звичайний фокус, але Фотерінгей швидко йде додому. Потім він починає використовувати свою силу для інших дрібних надприродних справ. Але після цього справи стають вже не такими дрібними…

## У ролях
- Роланд Янг — Джордж Мак-Врітер Фотерінгей
- Ральф Ричардсон — полковник Вінстелі
- Едвард Чепмен — майор Григсбі
- Ернест Тесіджер — Мейдіг
- Джоан Гарднер — Ада Прайс
- Софі Стюарт — Меггі Гупер
- Роберт Кокрен — Білл Стокер
- Воллес Лупіно — констебль Вінч